# Ladislaus Kőszeghy von Remete

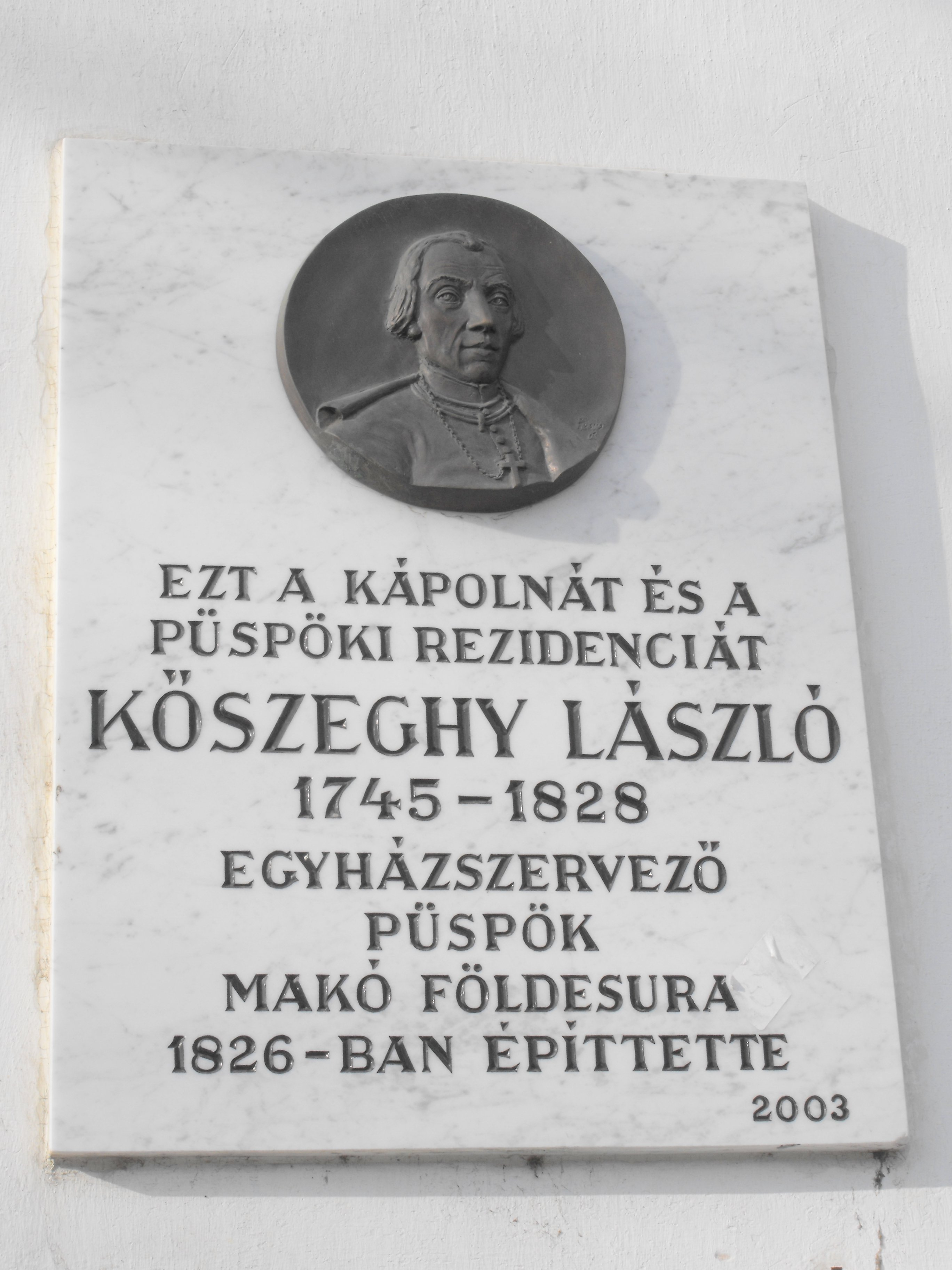
Gedenktafel

Ladislaus Kőszeghy von Remete (* 25. Juni 1745 in Szeged, Habsburgermonarchie; † 4. Januar 1828 in Temeswar, Kaisertum Österreich) war Bischof des Csanáder Bistums (1800–1828).

## Leben
1745 in Szeged geboren trat er nach seinem Philosophiestudium in den Jesuitenorden und fand nach der Aufhebung seines Ordens Aufnahme in dem dortigen Diözesanklerus, kam dann mit Bischof Emmerich Christovich nach Temeswar. Nacheinander versah er das Amt des Dompropstes, des päpstlichen Protonotars, des Generalvikars und nach zweijähriger Sedisvakanz wurde er Bischof von Csanád. Die Bischofsweihe spendete ihm am 10. Mai 1801 der Bischof von Großwardein (Oradea Mare/Nagyvárad) Nikolaus Kondé de Póka-Telek.
Schon als Generalvikar, etwa dreißig Jahre hindurch, bemühte sich Kőszeghy um ein Priesterseminar in Temeswar. Das vormalige Jesuitenhaus wurde nach planmäßiger Umgestaltung dem neuen Zweck überlassen. Am 17. November 1806 geschah die feierliche Übergabe des neuen Theologiekollegiums. Somit eröffnete Bischof Ladislaus Köszeghy das erste neuzeitliche Theologische Seminar der Diözese Csanád. 1804 vollzog er die feierliche Konsekrierung der nun fertig gebauten Domkirche in Temeswar. 
László Kőszeghy starb am 4. Januar 1828 und wurde in der Domkrypta in Temeswar beigesetzt.
Kőszeghy war einer der verdienstvollsten Bischöfe der Diözese. Die Stadt benannte eine Gasse, eine Straße und eine Brücke nach ihm. Auf letzterer sollten Statuen von vier eminenten Bischöfen errichtet werden: vom Heiligen Gerhard, von Ladislaus Kőszeghy, von Josef Lonovich und von Alexander III. Dessewffy. Die Bildhauerwerke wurden fertiggestellt, doch der Erste Weltkrieg verhinderte ihre Aufstellung. 